# Takuya Shimamura
Takuya Shimamura (født 6. marts 1999) er en japansk fodboldspiller, som spiller for den japanske fodboldklub FC Gifu.